# Rally van Corsica 1975
De Rally van Corsica 1975, officieel 19ème Tour de Corse, was de 19de editie van de Rally van Corsica en de negende ronde van het Wereldkampioenschap Rally in 1975. Het was de 30ste rally in het FIA Wereldkampioenschap Rally.

## Resultaten
| Top tien klassement | Top tien klassement | Top tien klassement                        | Top tien klassement                           | Top tien klassement | Top tien klassement | Top tien klassement | Top tien klassement |
| Pos                 | Nr.                 | Rijder / Navigator                         | Auto / Inschrijving                           | Gr.                 | Tijd                | Verschil            | Punten              |
| ------------------- | ------------------- | ------------------------------------------ | --------------------------------------------- | ------------------- | ------------------- | ------------------- | ------------------- |
| 1                   | 6                   | Bernard Darniche Alain Mahé                | Lancia Stratos HF Lancia Alitalia             | 4                   | 04:58.26            | 0.00                | -                   |
| 2                   | 7                   | Jean-Pierre Nicolas Vincent Laverne        | Alpine-Renault A110 1800 Alpine-Renault       | 4                   | 04:58.58            | + 0.32              | -                   |
| 3                   | 3                   | Jean-Claude Andruet Yves Jouanny           | Alfa Romeo Alfetta GT Jean-Claude Andruet     | 2                   | 05:09.51            | + 11.25             | -                   |
| 4                   | 12                  | Jean-Pierre Manzagol Jean-François Filippi | Alpine-Renault A110 1800 Jean-Pierre Manzagol | 4                   | 05:15.42            | + 17.16             | -                   |
| 5                   | 11                  | Jacques Henry Maurice Gelin                | Alpine-Renault A110 1800 Jacques Henry        | 4                   | 05:19.41            | + 21.15             | -                   |
| 6                   | 9                   | Francis Vincent Jacques Jaubert            | Alpine-Renault A110 1800 Francis Vincent      | 4                   | 05:22.26            | + 24.00             | -                   |
| 7                   | 20                  | Michèle Mouton Françoise Conconi           | Alpine-Renault A110 1800 Michèle Mouton       | 3                   | 05:33.49            | + 35.23             | -                   |
| 8                   | 34                  | Jean-Marie Soriano Robert Simonetti        | Alpine-Renault A110 1800 Jean-Marie Soriano   | 4                   | 05:52.45            | + 54.19             | -                   |
| 9                   | 40                  | Bernard Picone Robert Cianelli             | Alpine-Renault A110 1800 Bernard Picone       | 3                   | 05:52.46            | + 54.20             | -                   |
| 10                  | 40                  | Henri Greder 'Celigny'                     | Opel Kadett GT/E Henri Greder                 | 4                   | 05:58.21            | + 59.55             | -                   |
| Niet aan de finish  |                     |                                            |                                               |                     |                     |                     |                     |
| Pos                 | Nr.                 | Rijder / Navigator                         | Auto / Inschrijving                           | Gr.                 | KP                  | Reden               | Punten              |
| NF                  | 1                   | Sandro Munari Mario Manucci                | Lancia Stratos HF Lancia Alitalia             | 4                   | -                   | ongeluk             | -                   |
| NF                  | 2                   | Jean-Luc Thérier Michel Vial               | Alpine-Renault A110 1800 Alpine-Renault       | 4                   | -                   | ongeluk             | -                   |
| NF                  | 4                   | Raffaele Pinto Arnaldo Bernacchini         | Lancia Stratos HF Lancia Alitalia             | 4                   | -                   | ophanging           | -                   |
| NF                  | 5                   | Gérard Larrousse Christian Delferrier      | Alpine-Renault A110 1800 Alpine-Renault       | 4                   | -                   | ongeluk             | -                   |
| NF                  | 8                   | Guy Chasseuil Christian Baron              | Opel Ascona Guy Chasseuil                     | 2                   | -                   | motor               | -                   |
| NF                  | 10                  | Jean-Pierre Rouget Patrice Chonez          | Porsche 911 Jean-Pierre Rouget                | 3                   | -                   | -                   | -                   |
| NF                  | 14                  | Francis Serpaggi Dominique Subrini         | Alpine-Renault A110 1800 Francis Serpaggi     | 4                   | -                   | ongeluk             | -                   |
| NF                  | 15                  | Jean-Louis Clarr Jean-François Fauchille   | Opel Ascona Jean-Louis Clarr                  | 2                   | -                   | versnellingsbak     | -                   |
| NF                  | 17                  | Didier Pironi Bonamour                     | Renault 12 Gordini Didier Pironi              | 2                   | -                   | -                   | -                   |

## Statistieken

#### Klassementsproef winnaars
| Etappe | KP | Naam                       | Afstand   | Winnaar                              | Tijd           |  |
| ------ | -- | -------------------------- | --------- | ------------------------------------ | -------------- |  |
| 1      | 1  | Panelca - Ponte Leccia     | 158.00 km | Sandro Munari                        | 1:56.12        |  |
| 1      | 2  | Talasani - La Porta        | 24.70 km  | Sandro Munari                        | 21:54          |  |
| 1      | 3  | Luri - Canari              | 23.70 km  | proef afgelast                       | proef afgelast |  |
| 1      | 4  | San Pietro - Pietra Moneta | 34.00 km  | proef afgelast                       | proef afgelast |  |
| 1      | 5  | -                          | 29.80 km  | proef afgelast                       | proef afgelast |  |
|        |    |                            |           |                                      |                |  |
| 2      | 6  | Tavera - Bastelica         | 17.10 km  | Jean-Claude Andruet                  | 13:56          |  |
| 2      | 7  | Acqua Doria - Stillicione  | 16.10 km  | Jean-Claude Andruet                  | 12:37          |  |
| 2      | 8  | Zonza - Abaccia            | 120.00 km | Jean-Pierre Nicolas                  | 1:31.13        |  |
| 2      | 9  | Kamiesh - Zonza            | 38.00 km  | Bernard Darniche                     | 28:50          |  |
| 2      | 10 | Aullene - Moca Croce       | 18.00 km  | Bernard Darniche Jean-Pierre Nicolas | 9:52           |  |

#### Overzicht
| Klassementsproeven  | Klassementsproeven |                  | Leider(s) | Leider(s) |
| Rijder              | Aantal             | Rijder           | KP        |           |
| Jean-Claude Andruet | 2                  | Sandro Munari    | 1-2       |           |
| Bernard Darniche    | 2                  | Bernard Darniche | 3-10      |           |
| Sandro Munari       | 2                  |                  |           |           |
| Jean-Pierre Nicolas | 2                  |                  |           |           |

## Stand

### Constructeurskampioenschap
| Pos | Constructeur   | MON | ZWE | KEN | GRI | MAR | POR | FIN | ITA | FRA | GBR | Pnt |
| --- | -------------- | --- | --- | --- | --- | --- | --- | --- | --- | --- | --- | --- |
| 1   | Lancia         | 20  | 20  | 15  |     |     |     |     | 20  | 20  |     | 95  |
| 2   | Alpine-Renault | 6   |     |     | 15  | 12  |     |     | 12  | 15  |     | 60  |
| 3   | Fiat           | 15  | 8   |     |     |     | 20  |     | 15  |     |     | 58  |
| 4   | Opel           |     | 3   |     | 20  |     | 10  | 8   | 6   | 1   |     | 48  |
| 5   | Peugeot        |     |     | 20  |     | 20  |     |     |     |     |     | 40  |
| 6   | Toyota         |     |     |     |     |     | 12  | 20  |     |     |     | 32  |
| 7   | Saab           |     | 15  |     |     |     |     | 15  |     |     |     | 30  |
| 8   | Datsun         |     |     | 6   |     | 6   | 8   | 6   |     |     |     | 26  |
| 9   | Alfa Romeo     | 3   |     |     | 4   |     |     |     | 4   | 12  |     | 23  |
| 10  | Mitsubishi     |     |     | 10  | 12  |     |     |     |     |     |     | 22  |
| 11  | Ford           |     | 1   |     |     |     | 2   | 12  |     |     |     | 15  |
| 12  | Citroën        |     |     |     |     | 10  | 3   |     |     |     |     | 13  |
| 13  | Porsche        | 4   |     |     |     |     |     |     | 8   |     |     | 12  |
| 14  | Volvo          |     | 2   |     | 6   | 1   |     |     |     |     |     | 9   |
| 15  | Renault        | 8   |     |     |     |     |     |     |     |     |     | 8   |
| =   | Audi           |     |     |     | 8   |     |     |     |     |     |     | 8   |
| 17  | Škoda          |     | 4   |     |     |     |     |     |     |     |     | 4   |
| 18  | Chrysler       |     |     |     |     |     |     | 2   |     |     |     | 2   |
| 19  | BMW            | 1   |     |     |     |     |     |     |     |     |     | 1   |
| =   | Lada           |     |     |     | 1   |     |     |     |     |     |     | 1   |